# مركز الثقافة الجنسية الايجابية

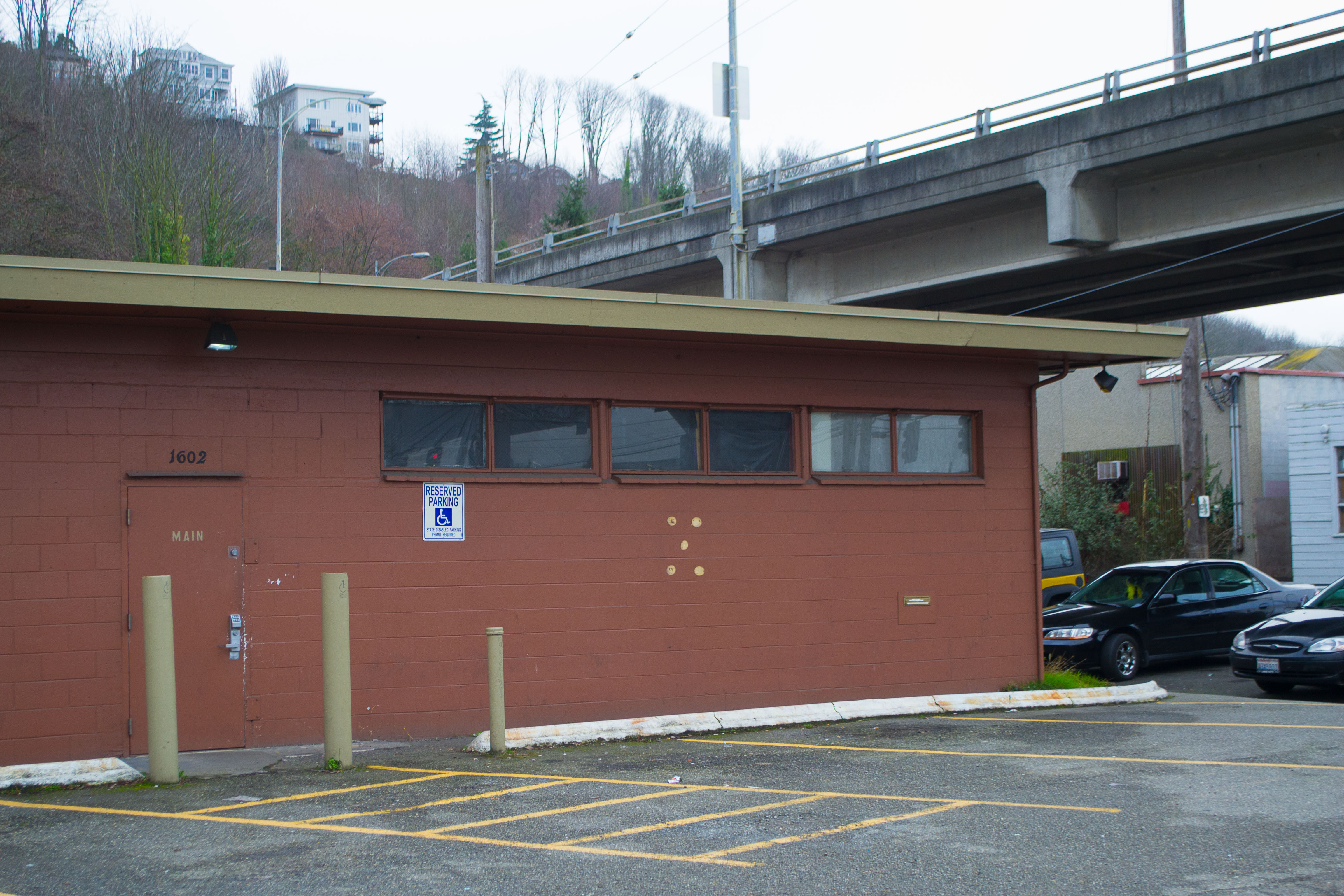
مركز سياتل للثقافة الإيجابية الجنسية

مركز الثقافة الجنسية الإيجابية (اختصاراً CSPC)، المعروف سابقًا باسم The Wet Spot ،  هو منظمة غير ربحية قائمة على العضوية تقع في سياتل، واشنطن، الولايات المتحدة.   ينظم المركز الأحداث ويوفر مساحة للعديد من الثقافات الفرعية مثل الإيجابية الجنسية، ولا سيما مجموعات BDSM وSwinging وpolyamory . ترحب المنظمة بالأشخاص من جميع الهويات الجنسية وتسعى إلى تضمين جميع الممارسات الجنسية بالتراضي.  
عقدت المنظمة أول حدث لها، وهو حملة لجمع التبرعات، في مارس 1999.

## الاهداف والرؤية
يشجع مركز الثقافة الإيجابية الجنسية على استكشاف والاحتفال بالعديد من جوانب الجنس البشري. من خلال مجموعة متنوعة من الأحداث التي تم إنشاؤها بواسطة المنظمة وأعضائها، تسعى المنظمة إلى تعليم، وتسهيل التعبير الجنسي المفتوح والحوار بالتراضي، وتوفير مكان للزمالة والمجتمع. 
بيان الرؤية لمركز الثقافة الإيجابية الجنسية: بصفتنا مؤيدين للثقافة الإيجابية الجنسية، نعتقد أن الاستخدامات المناسبة للجنس تتجاوز التكاثر. وهي تشمل خلق المتعة الشخصية، وتوثيق العلاقات بين الأشخاص، وتعزيز النمو الروحي، وتعزيز الصحة العاطفية والجسدية. في عالم إيجابي الجنس، كل شخص لديه الحرية والموارد لمتابعة حياة جنسية مرضية وممكّنة. 

## العضوية والأنشطة
الموقع الأساسي للمنظمة هو مساحة لا تزيد عن 10,000 قدم مربع (930 م2) وتتكون من مجموعة من المباني في حي Interbay في سياتل. العضوية مفتوحة لأي شخص يزيد عمره عن 18 عامًا ويكون قد حضر فصلًا تعليميًا ووافق على قواعد السلوك الخاصة بالمنظمة. هناك أيضا رسوم عضوية سنوية. يقوم المتطوعون بتنظيم وإدارة معظم الأحداث.
وتحتوي المنظمة على مكتبة تتضمن مجموعة متنوعة من الكتب حول الجنس والشذوذ، بالإضافة إلى العديد من النكهات من المواد الإباحية.
هناك العديد من الأحداث المختلفة في المنظمة التي تحدث على أساس أسبوعي أو شهري. «تشمل العروض الأحداث التي تركز على الجنس واللمسات الحسية، والأحداث التي تركز على العبودية، والأحداث التي تركز على الوثن والخيال، والأحداث التي تركز على الفن، والأحداث التي تركز على المجتمع، والأحداث الخاصة بالأعضاء الجدد.» 
تحتوي بعض الغرف على طاولات وكراسي فقط، وبعضها الآخر يتميز بمعدات متعددة مع منطقة اجتماعية مجاورة، بالإضافة إلى مساحات خاصة لأولئك الذين يرغبون في تجنب المتلصصين.

## التاريخ
تأسست في عام 1999 كمركز مجتمع سياتل الإيجابي للجنس. من الناحية الاجتماعية، هي نتاج لمقهى Beyond the Edge Cafe التابع لـ Allena Gabosch's ، والذي استضاف أحداثًا متعلقة بـ BDSM. بدأ العديد من النظاميين في المقهى مناقشة الحصول على مساحة مخصصة لأنشطتهم. ونقلت الصحيفة عن أحدهم قوله «سيكون أمرا رائعا لو استطعنا الحصول على 200 عضو».   في الواقع، أصبحت الفكرة أكثر شيوعًا مما تصوره؛ في عامه الأول، حيث سجلت المنظمة حوالي 2000 عضو. في سبتمبر 2007، وصلوا إلى 10,000 عضو مسجل، على الرغم من أنهم ليسوا جميعًا أعضاء حاليين. في عام 2007، غيرت المنظمة أيضًا اسمها إلى مركز الثقافة الإيجابية الجنسية  وافتتحت مبنى ثانٍ «ملحق».
في تشرين الثاني / نوفمبر 2008، تم فحص مركز الثقافة الإيجابية الجنسية في تقرير KOMO-TV بشأن حالة المركز غير الربحية،  والأنشطة الجنسية التي تحدث هناك. تم انتقاد القصة من قبل دان سافاج  وآخرين بسبب عدم الدقة، وتم سحبها لاحقًا من موقع المحطة.

## روابط خارجية
- الموقع الرسمي
- مهرجان سياتل للفنون المثيرة